# Slowenische Meisterschaften im Skispringen 2018
Die slowenischen Meisterschaften im Skispringen 2018 fanden am 23. Dezember 2018 in Planica statt. Es wurden bei den Männern ein Einzel- und ein Teamspringen sowie bei den Frauen ein Einzelspringen ausgetragen.
Titelverteidiger von 2017 waren bei den Männern im Einzel Timi Zajc und im Team der SK Triglav Kranj in Person von Žiga Jelar, Peter Prevc, Nejc Dežman und Domen Prevc sowie bei den Frauen im Einzel Ema Klinec.

## Austragungsort
| Schanze             | Bild                     | Ort     | Land      | Baujahr           | Hillsize | K-Punkt |
| ------------------- | ------------------------ | ------- | --------- | ----------------- | -------- | ------- |
| Bloudkova Velikanka | Bloudkova Velikanka 2014 | Planica | Slowenien | 1933 (Umbau 2013) | 139 m    | 125 m   |

## Teilnehmer
Es nahmen insgesamt 51 Männer und sieben Frauen aus 15 Vereinen an mindestens einem der drei Wettbewerbe teil.

### Männer
| Verein            | Athleten |
| ----------------- | --- |
| ND Rateče Planica | Matic Hladnik, Matija Košir, Bor Pavlovčič, Lojze Petek                                                        |
| NSK Tržič – FMG   | Domen Presterl, Anže Semenič, Urban Sušnik                                                                     |
| SD Dolomiti       | Bernard Dobre, Adam Šubic, Jon Tepeš, Jurij Tepeš                                                              |
| SK Triglav        | Nejc Dežman, Nik Fabijan, Mark Hafnar, Žiga Jelar, Cene Prevc, Domen Prevc, Nejc Toporiš                       |
| SK Zagorje        | Tomi Jovan, Rok Juvančič, Andraž Pograjc, Ernest Prišlič, David Zupanec                                        |
| SSD Stol          | Tjaš Grilc, Rok Justin, Ožbej Modrijan, Vid Petek, Marcel Rep                                                  |
| SSK Ihan          | Tilen Bartol, Jernej Damjan                                                                                    |
| SSK Ilirija       | Martin Capuder, Timotej Jeglič, Lovro Kos, Benjamin Podobnik, Gašper Sršen, Matija Vidic                       |
| SSK Ljubno BTC    | Jan Bombek, Jernej Presečnik, Medard Brezovnik, Žak Mogel, Luka Robnik, Matevž Samec, Lovro Vodušek, Timi Zajc |
| SSK Mengeš        | Anže Lanišek                                                                                                   |
| SSK Ponikve       | Jaka Hvala |
| SSK Velenje       | Aljaž Osterc, Patrik Vitez                                                                                     |
| SSK Žiri          | Tomaž Naglič, Rok Oblak, Marcel Stržinar                                                                       |

### Frauen
| Verein      | Athletinnen                |
| ----------- | -------------------------- |
| SD Zabrdje  | Maja Vtič                  |
| SSK Bohinj  | Katra Komar                |
| SSK Ilirija | Urša Bogataj, Špela Rogelj |
| SSK Velenje | Jerneja Brecl              |
| SSK Žiri    | Ema Klinec, Nika Križnar   |

## Ergebnisse Männer

### Einzel
Im Einzelspringen der Männer von der Großschanze gingen 49 Athleten aus 13 Vereinen an den Start, von denen die folgenden 30 den zweiten Durchgang erreichten.
| Platz | Athlet        | Verein            | Weite 1 | Weite 2 | Punkte |
| ----- | ------------- | ----------------- | ------- | ------- | ------ |
| 01    | Timi Zajc     | SSK Ljubno BTC    | 142,5   | 132,0   | 0280,7 |
| 02    | Anže Semenič  | NSK Tržič – FMG   | 137,0   | 129,5   | 0267,0 |
| 03    | Bor Pavlovčič | ND Rateče Planica | 128,5   | 133,5   | 0250,4 |
| 04    | Žak Mogel     | SSK Ljubno BTC    | 131,0   | 132,0   | 0247,8 |
| 05    | Anže Lanišek  | SSK Mengeš        | 131,0   | 126,5   | 0245,7 |
| 06    | Jernej Damjan | SSK Ihan          | 128,5   | 130,0   | 0243,8 |
| 07    | Žiga Jelar    | SK Triglav        | 127,5   | 131,5   | 0243,6 |
| 08    | Tilen Bartol  | SSK Ihan          | 127,0   | 129,0   | 0240,0 |
| 09    | Domen Prevc   | SK Triglav        | 130,5   | 126,0   | 0235,3 |
| 10    | Jaka Hvala    | SSK Ponikve       | 123,0   | 130,0   | 0231,9 |
| 11    | Nejc Dežman   | SK Triglav        | 124,0   | 128,5   | 0229,1 |
| 12    | Rok Justin    | SSD Stol          | 122,5   | 127,0   | 0228,1 |
| 13    | Tomaž Naglič  | SSK Žiri          | 119,0   | 127,5   | 0224,5 |
| 14    | Nik Fabijan   | SK Triglav        | 123,0   | 126,5   | 0222,4 |
| 15    | Cene Prevc    | SK Triglav        | 123,5   | 122,0   | 0215,0 |

| Platz | Athlet           | Verein         | Weite 1 | Weite 2 | Punkte |
| ----- | ---------------- | -------------- | ------- | ------- | ------ |
| 16    | Matevž Samec     | SSK Ljubno BTC | 120,5   | 125,5   | 0214,3 |
| 17    | Andraž Pograjc   | SK Zagorje     | 122,5   | 120,0   | 0207,6 |
| 18    | Ernest Prišlič   | SK Zagorje     | 123,0   | 119,0   | 0207,1 |
| 19    | Medard Brezovnik | SSK Ljubno BTC | 121,0   | 121,0   | 0206,7 |
| 20    | Aljaž Osterc     | SSK Velenje    | 121,5   | 119,5   | 0205,0 |
| 21    | Jurij Tepeš      | SD Dolomiti    | 121,0   | 118,0   | 0202,6 |
| 22    | Lovro Kos        | SSK Ilirija    | 121,0   | 119,5   | 0201,4 |
| 23    | Jernej Presečnik | SSK Ljubno BTC | 119,0   | 119,0   | 0197,8 |
| 24    | Jan Bombek       | SSK Ljubno BTC | 121,5   | 114,5   | 0191,2 |
| 25    | Lovro Vodušek    | SSK Ljubno BTC | 115,0   | 117,5   | 0185,9 |
| 26    | Tjaš Grilc       | SSD Stol       | 114,0   | 116,0   | 0179,4 |
| 27    | Mark Hafnar      | SK Triglav     | 117,5   | 111,0   | 0177,3 |
| 28    | Luka Robnik      | SSK Ljubno BTC | 112,5   | 113,0   | 0171,9 |
| 29    | Martin Capuder   | SSK Ilirija    | 110,0   | 113,0   | 0163,0 |
| 30    | Matija Vidic     | SSK Ilirija    | 108,5   | 112,0   | 0161,0 |

### Team
Im Teamspringen der Männer von der Großschanze gingen 32 Athleten in acht Teams aus sieben Vereinen an den Start.
| Platz | Team             | Athleten                                              | Punkte                      | Gesamt |
| ----- | ---------------- | ----------------------------------------------------- | --------------------------- | ------ |
| 01    | SSK Ljubno BTC 1 | Žak Mogel Matevž Samec Timi Zajc Medard Brezovnik     | 0262,3 0245,7 0279,0 0216,9 | 1003,9 |
| 02    | SK Triglav       | Domen Prevc Nik Fabijan Nejc Dežman Žiga Jelar        | 0253,4 0243,0 0245,0 0259,1 | 1000,5 |
| 03    | SSK Ljubno BTC 2 | Jan Bombek Lovro Vodušek Jernej Presečnik Luka Robnik | 0205,5 0214,2 0219,5 0204,8 | 0844,0 |
| 04    | SK Zagorje       | Tomi Jovan Rok Juvančič Ernest Prišlič Andraž Pograjc | 0135,6 0167,9 0215,8 0245,3 | 0764,6 |

| Platz | Team              | Athleten                                             | Punkte                      | Gesamt |
| ----- | ----------------- | ---------------------------------------------------- | --------------------------- | ------ |
| 05    | SSK Ilirija       | Matija Vidic Lovro Kos Gašper Sršen Martin Capuder   | 0186,5 0208,1 0164,7 0201,3 | 0760,6 |
| 06    | ND Rateče Planica | Matic Hladnik Matija Košir Lojze Petek Bor Pavlovčič | 0170,7 0169,5 0163,0 0245,6 | 0748,8 |
| 07    | SSD Stol          | Ožbej Modrijan Marcel Rep Tjaš Grilc Rok Justin      | 0137,7 0142,2 0216,5 0235,2 | 0731,6 |
| 08    | SD Dolomiti       | Jon Tepeš Adam Šubic Bernard Dobre Jurij Tepeš       | 0084,1 0113,0 0136,3 0223,9 | 0557,3 |

## Ergebnisse Frauen
Im Einzelspringen der Frauen von der Großschanze gingen sieben Athletinnen aus fünf Vereinen an den Start.
| Platz | Athletin      | Verein      | Weite 1 | Weite 2 | Punkte |
| ----- | ------------- | ----------- | ------- | ------- | ------ |
| 01    | Urša Bogataj  | SSK Ilirija | 127,0   | 127,5   | 0234,0 |
| 02    | Ema Klinec    | SSK Žiri    | 134,0   | 131,0   | 0232,6 |
| 03    | Nika Križnar  | SSK Žiri    | 127,5   | 127,5   | 0231,2 |
| 04    | Maja Vtič     | SD Zabrdje  | 118,5   | 120,5   | 0206,8 |
| 05    | Špela Rogelj  | SSK Ilirija | 118,5   | 121,0   | 0202,6 |
| 06    | Jerneja Brecl | SSK Velenje | 117,0   | 120,5   | 0200,6 |
| 07    | Katra Komar   | SSK Bohinj  | 115,5   | 118,5   | 0197,6 |